# Pederastie
Pederastie je původně starořecké slovo označující typ vztahu, k němuž byli nejlépe disponováni lidé, kteří jsou dnes nazýváni efebofily. Tedy muži projevující romantický a erotický zájem o mladíky, kteří už nejsou dětmi, ještě však nedospěli v muže. Termín efebofilie se užívá spíše v kontextu sexuologickém nebo psychiatrickém, termín pederastie v kontextu kulturologickém a sociologickém. Zejména v minulosti se slovo „pederast“ užívalo k označení smilstva muže s mužem, čili jak k označení homosexuálního muže, tak i k označení pedofilního muže zaměřeného na chlapce. Oproti tomuto křesťanskému pojetí však pederastický vztah dospělého muže s mladíkem patřil v antickém Řecku nejméně po tři století ke společenské normě jako státem uznávaná, mnohdy přímo podporovaná forma výchovy.